# میرزا موسی فراهانی
میرزا موسی فراهانی برادر قائم مقام فراهانی و از رجال سیاسی معروف عصر قاجار است

## زندگی‌نامه
میرزا موسی در طول حیات خود از طرف شاهان قاجار به مناصب حکومتی مهمی برقرار می‌شد. از جمله مناصب او تولیت آستان قدس رضوی بود که به این سبب به «متولی» معروف شد.
وي داماد فتحعلي شاه قاجار شد و با دختر وي بنام شمس بانو معروف به شاهزاده سادات ازدواج كرد.